# Полет 811 на „Юнайтед Еърлайнс“
Полет 811 на „Юнайтед Еърлайнс“ е редовен полет на авиокомпания „Юнайтед Еърлайнс“ от Лос Анджелис до Сидни, с междинни кацания в Хонолулу и Окланд. На 24 февруари 1989 г. „Боинг 747-122“, който обслужва полета, претърпява повреда на товарната врата по време на полет малко след като напуска Хонолулу. Получената експлозивна декомпресия взривява няколко реда седалки и убива девет пътници, които са изхвърлени от „Боинга“. В аварийната ситуациия екипажът на самолета се свързва с наземната кула и се връща към Хонолулу, където и каца без повече инциденти.
17 минути след излитане товарната врата се отделя от самолета, разкъсва част от фюзелажа, оставя дупка в него и няколко седалки с пътници на тях са изхвърлени от кабината. Първоначално пилотите смятат, че бомба избухва вътре в самолета, тъй като този инцидент се случва само два месеца след като полет 103 на „Пан Ам“ е взривен над Локърби, Шотландия. Отломките, изхвърлени от самолета по време на експлозивната декомпресия, повреждат двигатели 3 и 4 и е обявена извънредна ситуация на борда, при която екипажът започва да изхвърля гориво, за да намали теглото на самолета при кацане. Въпреки тези фактори, както и че задкрилките могат да се разгънат само частично в резултат на повредата, получена след декомпресията, капитан Кронин успява да приземи самолета, без да излезе от пистата.
Задълбочените въздушни и морски издирвания не откриват останки от деветте жертви. Множество малки фрагменти от тела и части от дрехи са открити в двигателя номер 3, което показва, че поне една от жертвите, изхърлени от фюзелажа, е погълната от двигателя, но не е известно дали фрагментите са от една или повече жертви. Първоначално „Боинг“ приписва аварията на неправилно боравене от наземния екипаж, но направените тестове от Националния съвет по безопасност на транспорта и резултатите от разследването окриват, че предната товарна врата има периодични неизправности в заключващия механизъм, месеци преди инцидента. В края на септември и началото на октомври 1990 г. две половини на товарната врата са извадени от окена.
Първоначалният доклад от април 1990 г. определя, че вероятната причина за инцидента е внезапно отваряне на товарната врата, което се дължи на неправилно окабеляване и недостатъци в дизайна на вратата. В този случай късо съединение причинява неправилно въртене на гърбиците на ключалката, което принуждава слабите алуминиеви заключващи сектори да се изкривят и да позволят въртенето, като по този начин позволяват на разликата в налягането на въздуха и аеродинамичните сили да издухат вратата от фюзелажа. Докладът препоръчва за всички „747 – 100“ в експлоатация по това време да се сменят механизмите за заключване на вратите на багажника с нови, преработени брави. През 1989 г. екипажът на самолета получава награда за героизъм за действията си.